# Mario Nicolás Villanueva Arellano
Mario Nicolás Villanueva Arellano (* 19. Januar 1971 in Pénjamo, Guanajuato) ist ein mexikanischer römisch-katholischer Geistlicher und Weihbischof in Tijuana.

## Leben
Mario Nicolás Villanueva Arellano absolvierte zunächst eine Ausbildung zum Buchhalter und war einige Zeit in diesem Beruf tätig. Anschließend studierte er Philosophie und Theologie und empfing am 12. August 2002 die Diakonenweihe. Am 12. Juli 2003 empfing er das Sakrament der Priesterweihe für das Erzbistum Tijuana.
Nach der Priesterweihe war er zunächst als Kaplan in der Pfarrseelsorge eingesetzt. Anschließend war er Ökonom des Diözesanseminars. Später war er Rektor des Diözesanheiligtums Nuestra Señora del Sagrado Corazón und Spiritual des Priesterseminars. Vor seiner Ernennung zum Weihbischof war er zuletzt Bischofsvikar für den Klerus und Mitglied des diözesanen Wirtschaftsrats.
Papst Franziskus ernannte ihn am 19. September 2024 zum Titularbischof von Gegi und zum Weihbischof in Tijuana. Der Erzbischof von Tijuana, Francisco Moreno Barrón, spendete ihm am 29. November desselben Jahres auf dem Gelände der Kathedrale von Tijuana die Bischofsweihe. Mitkonsekratoren waren der Apostolische Nuntius in Mexiko, Erzbischof Joseph Spiteri, und der Bischof von San Diego, Robert Walter Kardinal McElroy.